# رهم-فلهد-بارگن
رهم-فلهد-بارگن (به آلمانی: Rehm-Flehde-Bargen) یک شهر در آلمان است که در دیمارشن واقع شده‌است. رهم-فلهد-بارگن ۶۱۲ نفر جمعیت دارد.